# عصام بن خميس
عصام بن خميس (مواليد 10 يناير 1996) هو لاعب كرة قدم محترف يشغل مركز لاعب وسط في نادي جيروندان بوردو الذي ينشط في الدوري الفرنسي الدرجة الرابعة. وُلِد في فرنسا، ومثّل منتخب تونس.

## مسيرته الكروية
في 14 مايو 2016، خاض عصام أول مباراة له في الدوري الفرنسي ضد جازيليك أجاكسيو.
في 15 يوليو 2017، شارك كلاعب تجريبي مع نادي دونكاستر روفرز الإنجليزي، الذي ينشط في الدوري الإنجليزي الدرجة الأولى، في مباراة ودية قبل الموسم ضد تادكاستر ألبيون [الإنجليزية]، وفي 3 أغسطس وقّع عقدًا مع النادي لمدة عامين.
ظهر لأول مرة رسميًا مع النادي في فوز 2–0 على هال سيتي ضمن الجولة الثانية من كأس رابطة الأندية الإنجليزية بتاريخ 22 أغسطس 2017. في ذلك الموسم، خاض ثلاث مباريات في دوري الدرجة الأولى، ومباراة واحدة في كأس الاتحاد الإنجليزي، وأربع مباريات في كأس دوري كرة القدم الإنجليزية حيث سجل هدف الفوز الوحيد في مباراة ضد فريق تحت 23 عامًا لنادي سندرلاند. كما سجل هدفين من ركلتي جزاء في مباريات ركلات الترجيح ضمن تلك البطولة.
في الموسم التالي، واجه صعوبة في دخول التشكيلة، حيث شارك في مباراتين بالكأس، وفي الدوري اكتفى بالتواجد على مقاعد البدلاء كبديل غير مستخدم في مناسبة واحدة. غادر دونكاستر في 1 يناير 2019 بعد إلغاء عقده.
في يناير 2019، وقّع عقدًا لمدة عامين ونصف مع نادي الملعب التونسي.
انضم عصام إلى نادي جيروندان بوردو في 28 أغسطس 2024 رغم تلقيه عروضًا من أندية في درجات أعلى، إلا أن اكتشافه لإصابته بـ الفتق الرياضي [الإنجليزية] في نهاية الموسم حال دون إتمام تلك الانتقالات. خضع لعملية جراحية في يوليو 2024، مما جعله يقضي فترة التأهيل في باريس دون نادٍ لمدة ثلاثة أشهر. خلال هذه الفترة، تواصل معه إروان لانيزيل، مدرب الفريق الرديف لجيروندان بوردو، وعرض عليه الانضمام إلى الفريق رغم إصابته، مما دفع عصام لوصف هذه الخطوة بأنها "واحدة من أفضل قرارات مسيرته".

## مسيرته الدولية
وُلِد عصام في فرنسا لأبوين من أصول تونسية. خاض أول مباراة له مع منتخب تونس في فوز 2–0 ضمن تصفيات كأس العالم 2018 ضد غينيا في 9 أكتوبر 2016.